# Hotell Anno 1647

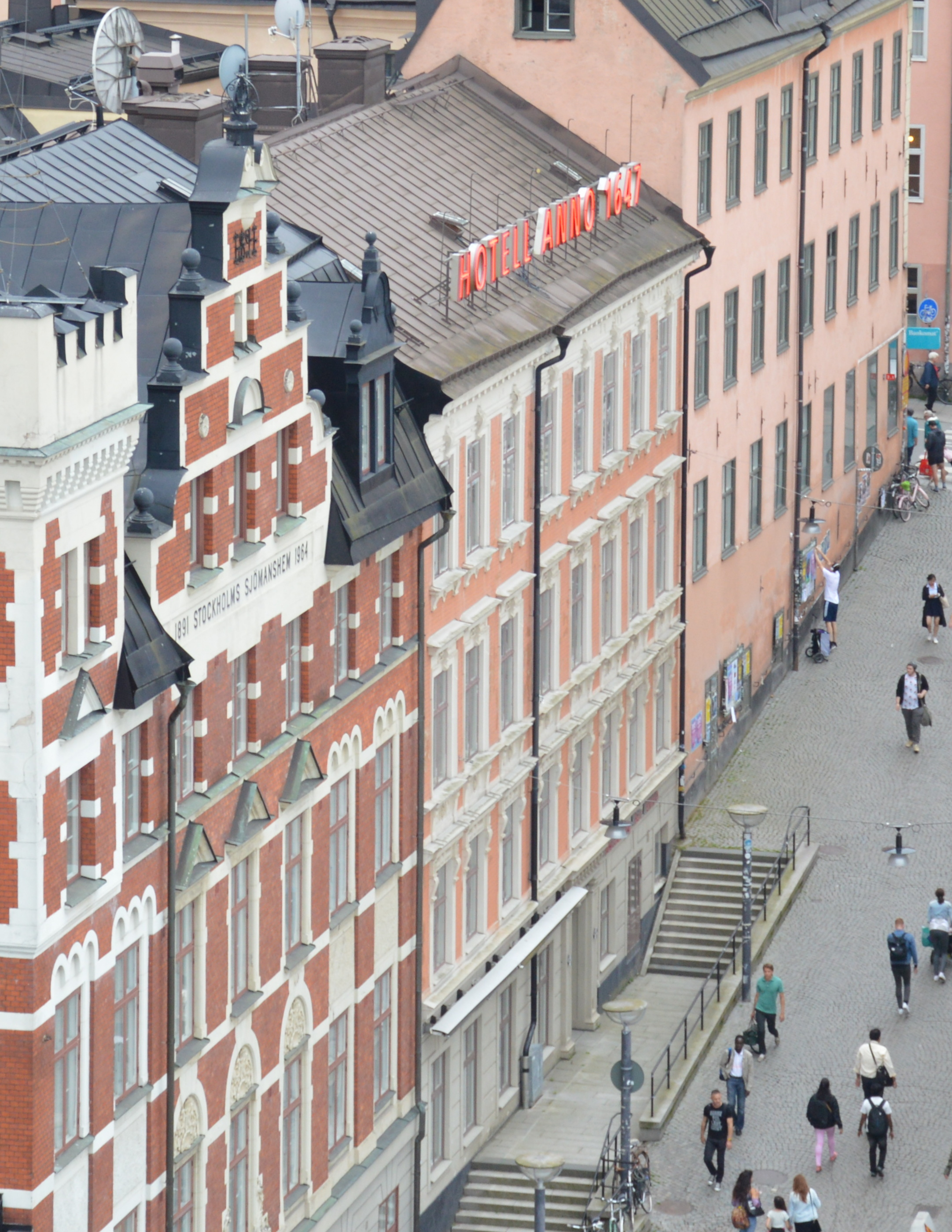
Hotel Anno 1647

Hotell Anno 1647 är ett hotell beläget på adressen Mariagränd 3 på Södermalm i Stockholm. Tegelbyggnaden byggdes år 1647 för skräddarmästaren Frantz Bock. Han var av tysk börd och kvarlämnade sina initialer och en inskription med texten GODT MIT UNS och A.D. 1647.
Efter 1674 ägdes huset av en annan skräddarmästare; Albrecht Möller. Det inköptes 1691 av borgaren Peder Mynder (eller Myndert), som gav namn åt Peter Myndes backe. År 1808 köptes byggnaden på stadsauktion av kommerserådet Gabriel Christian Koschell, som lät inrätta en vinkällare i gatuplanet. Märta Helena Reenstierna (kallad Årstafrun) skrev i sin dagbok: jag drack uti Koschells källare ett glas Portugisvin. 
År 1873 genomgick stället en omfattande ombyggnad och 1897 förvärvades huset av Stockholms sjömanshem, som började bedriva hotellrörelse.
Under 2018 och 2019 totalrenoverades hotellet och heter idag Hotel Frantz.